# Constitution de la république démocratique d'Azerbaïdjan
Constitution de la République socialiste soviétique d'Azerbaïdjan de 1921

Constitution de la République d'Azerbaïdjan (indirectement)
La Constitution de la république démocratique d'Azerbaïdjan est la première Constitution  azerbaïdjanaise. Elle est entrée en vigueur en 1920 pour quelques mois.
Elle fut remplacée par la Constitution de la république socialiste soviétique d'Azerbaïdjan de 1921.

## Histoire
Le 28 mai 1918, la première république azerbaïdjanaise, la république démocratique d'Azerbaïdjan, est proclamée indépendante à Tbilissi, en Géorgie ; avec cette proclamation débute l'acceptation juridique de certaines valeurs européennes et l'établissement de l'Azerbaïdjan en tant qu'État de droit et république parlementaire. 
Les premières résolutions et les lois pour la rédaction d'une constitution sont adoptées par la nouvelle république en 1918. Parmi les lois adoptées, on retrouve les définitions du gouvernement, du parlement, de la citoyenneté, du drapeau national, de la langue officielle, de l'hymne national, du siège de la capitale, etc. ; de même, la création du parlement national entraîne l'adoption de la garantie des droits de l'homme et des libertés individuelles, du droit de vote des femmes, de l'introduction et de l'amélioration des droits des femmes, etc..
Néanmoins, au moment où les dirigeants ont terminé la rédaction de la Constitution, la république naissante est envahie par l'Armée rouge, perd son indépendance et est annexée par l'Union soviétique le 28 avril 1920[Quoi ?].

## Sources